# Pachycostasaurus
Pachycostasaurus là một chi thằn lằn cổ rắn, được Cruickshank mô tả khoa học năm 1996.